# Ash (gastronomia)
L'ash (in persiano آش‎), a volte scritto come aush o āsh, è una zuppa con noodle densa tipica della cucina iraniana e afghana. In Iran è generalmente preparato a mo' di stufato denso, mentre in Afghanistan lo si trova principalmente in qualità di piatto di noodle e curry (qorma). La sua presenza è attestata anche nella cucina azera, turca e caucasica.

## Etimologia
Nelle lingue iraniche il termine ash significa "zuppa densa". Esso forma la parola ashpaz (آشپز) che significa "cuoco", ovvero letteralmente "persona che cucina l'ash".

## Descrizione
Gli ingredienti principalmente usati per la preparazione dell'ash sono noodle di grano, curcuma, verdure, legumi, erbe aromatiche e carne (solitamente agnello, vitello o pollo).
La versione afghana viene preparata con noodle e verdure in una zuppa di pomodoro, mentre in Iran si trovano numerose varianti, come l'ash reshteh, ash-e anar (stufato di melograno), ash-e-jo (a base di orzo), ash-e doogh (a base di yogurt), ash-e sak (a base di spinaci), ash-e torsh (a base di sottaceti) e ash-e-shalqham (a base di rape). L'ash iraniano può essere guarnito con olio di menta, aglio, scalogno o yogurt, sebbene nella cucina irano-ebraica non venga servito con prodotti caseari.